# پاسگاه: ظهور نیروهای ویژه
پاسگاه: ظهور نیروهای ویژه (به انگلیسی: Outpost: Rise of the Spetsnaz) همچنین به عنوان پاسگاه ۳ نیز شناخته می‌شود، یک فیلم ترسناک علمی تخیلی بریتانیایی محصول سال ۲۰۱۳ و سومین سری از سری فیلم‌های پاسگاه است. برخلاف پیشینیانش پاسگاه (فیلم ۲۰۰۸) و پاسگاه: خورشید سیاه، این فیلم به کارگردانی استیو بارکر نبود و در عوض توسط کایران پارکر کارگردان شد، که به عنوان تهیه‌کننده هر دو فیلم قبلی خدمت کرده بود. اولین بار این فیلم در تاریخ ۲۷ ژوئن ۲۰۱۳ در جشنواره فیلم ادینبورگ منتشر شد.

## خلاصه داستان
این فیلم که در جریان جنگ جهانی دوم اتفاق می‌افتد، گروهی از سربازان نیروهای ویژه روسی به رهبری دولوخوف را دنبال می‌کند که می‌بینند نه تنها با سربازان زامبی بلکه با تهدید به عضویت در سپاه زامبی روبرو می‌شوند.

## بازیگران
- برایان لارکین در نقش دولوخوف
- ایوان کاماراس در نقش فیودور
- مایکل مک‌کل
- اشتاندارتنفورر
- ولیبور توپیچ در نقش آرکادی
- لورنس پوسا در نقش اوساکین
- بن لمبرت در نقش راجرز
- الک اوتگوف در نقش کوستیا
- وینس دوچرتی در نقش کلوتز
- گرت موریسون در نقش پوترووسکی
- لئو هورسفیلد در نقش جراح
- ویوین تیلور در نقش پرستار

## تولید
فیلمبرداری خارجی در ریپون، یورکشایر انجام شد در حالی که فضای داخلی آن در صحنه ای نزدیک گلاسگو، اسکاتلند فیلمبرداری شد و فیلمبرداری در طی ۲۸ روز انجام شد.